# ボラカイ島

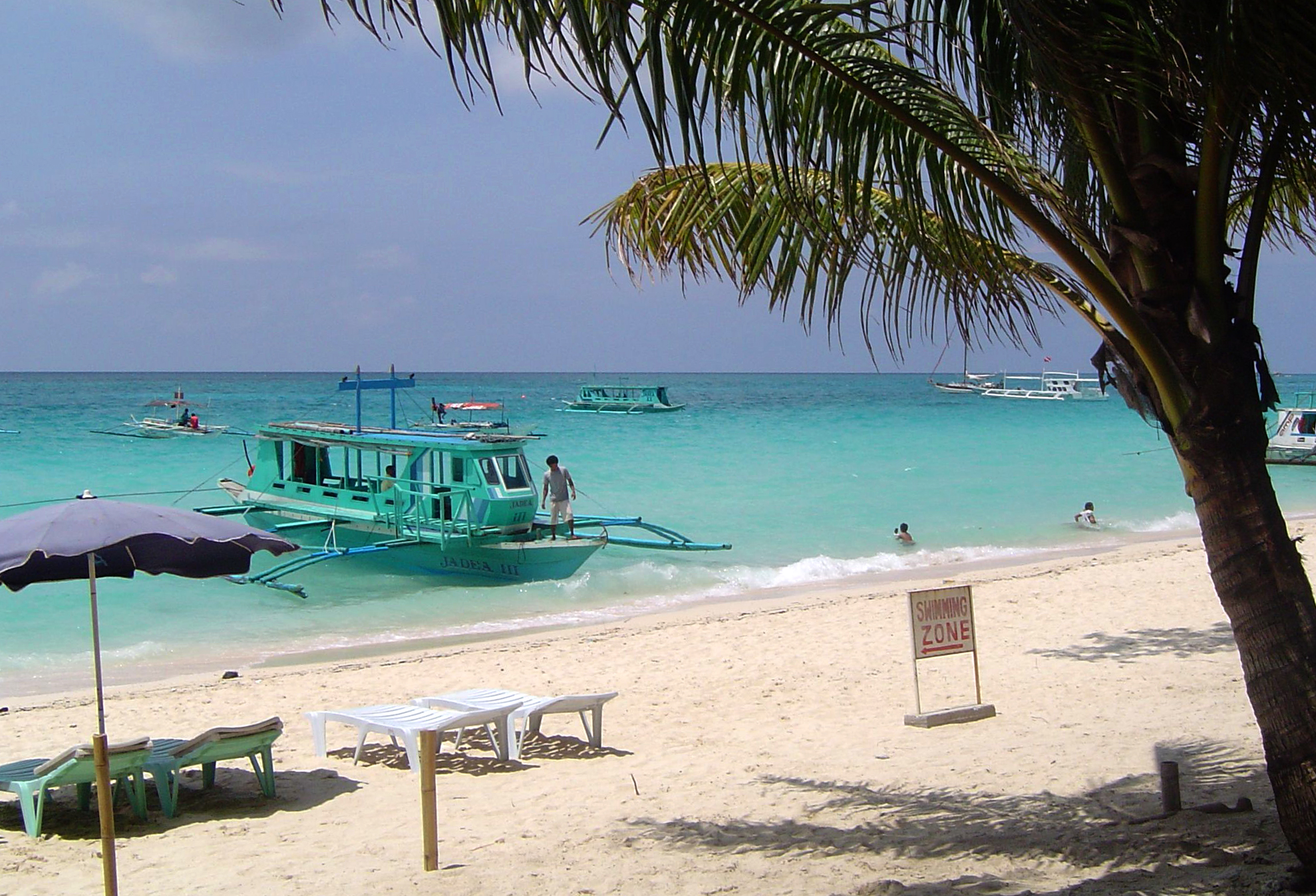
ボラカイ島のビーチ

ボラカイ島（ボラカイとう、Boracay）は、フィリピン中部のシブヤン海に浮かぶ島。フィリピン有数の観光地・リゾート地となっている。
首都マニラからは南へ200km、ビサヤ諸島の西端にある大きな島パナイ島の最北端から2km沖にある。骨か鉄アレイのような形をした長細い小島で、面積は1,002ヘクタール、島の長さは7.5km、幅は最も狭い場所で2kmしかない。行政区分は西ビサヤ地方のアクラン州・マライに属する。島を構成する集落（バランガイ）はヤパック (Yapak)、バラバグ (Balabag)、マノック・マノック (Manoc-Manoc) の3つ。中心は、観光地ホワイト・ビーチに沿ったバラバグにある。
2012年には、アメリカの旅行雑誌『トラベル+レジャー』によって世界最高の島と評価された。

## ビーチ
ボラカイ島を世界に有名にした島の代表的なビーチは、全長4kmの白砂の浜辺「ホワイト・ビーチ」である。ボラカイ島の西側にあり、桟橋があり、島の95%の住宅や商業施設が集中している。 その他にもボラカイには、小さいながらも美しいビーチが数多くある。ホワイト・ビーチから時計回りにディニウィド (Diniwid)、バリンハイ (Balinghai)、プンタ・ブンガ (Punta Bunga)、プカ・シェル (Puka Shell)、イリグ・イリガン (Ilig-iligan)、ブラボグ (Bulabog)、トゥルハバン (Tulhaban)、タムビサアン (Tambisaan)、マノック・マノック (Manoc-manoc)、カグバン (Cagban) となる。

## 観光ブーム
1990年頃まではボラカイ島はいくつかの集落（バランガイ）に地元民が住むだけの一種の秘境で、バックパッカーら旅行客は自分用の飲み水を持ち込み、美しいビーチにキャンプを張り、夜の明かりはキャンプファイヤーだけという状況だった。1990年、BMWのトロピカル・ビーチ・ハンドブックの投票で「世界最高のビーチの一つ」という結果になり、イギリスのテレビなども世界の熱帯のビーチのナンバーワンだと激賞した。その後ボラカイ島には電気と水道がパナイ本島からつながり、国際的な観光地へと発展していった。20以上のダイビングスポットと数多くのバー、レストラン、タトゥーやヘナ・タトゥーを入れるパーラーなどの商業施設のほか、銀行、病院、消防署、警察署などの公共機関も揃っている。
ボラカイ島の観光客に対しては、ビーチの白砂をボトルにいれて持ち帰らないよう注意されている。これは海洋生物学や海洋の研究により、こういった行為が繰り返されると4万年かけて造られた白砂が枯渇する恐れがあるという結果があるためである。観光地として有名になるにつれ、ボラカイ島は水の過剰使用、土地の用途規制、人口の増大、汚水、廃棄物といった環境問題に悩まされている。政府もこれらの問題に取り組み始めている。しかし2018年、フィリピンのドゥテルテ政権はボラカイ島周辺の海の汚染状況があまりにも深刻だとして、4月26日から半年間の島全体の閉鎖を決定した。

## アクセス

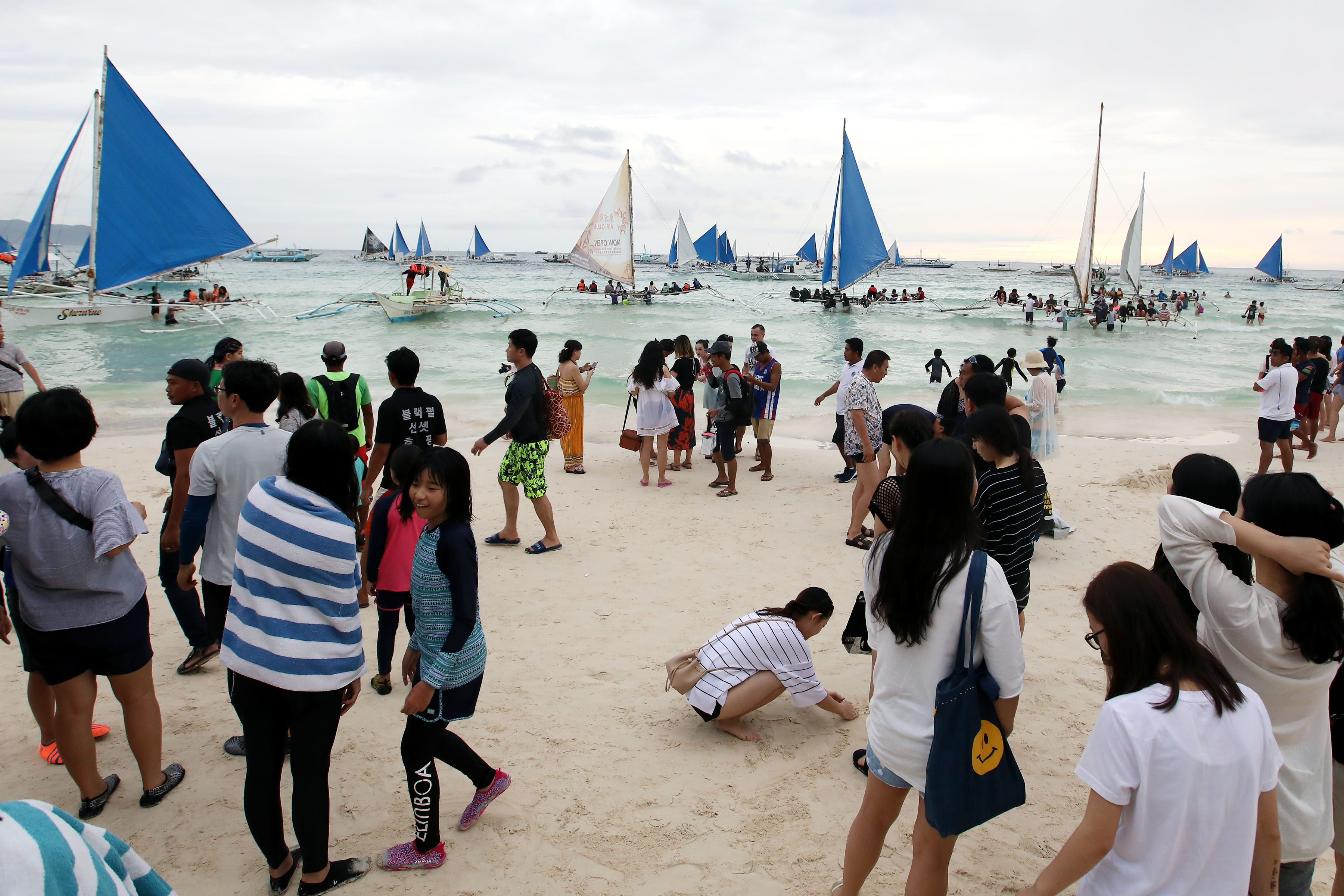
ボラカイ島に集まる観光客。海上にはパナイ島との間を結ぶバンカと呼ばれるカヌーが多数浮かぶ

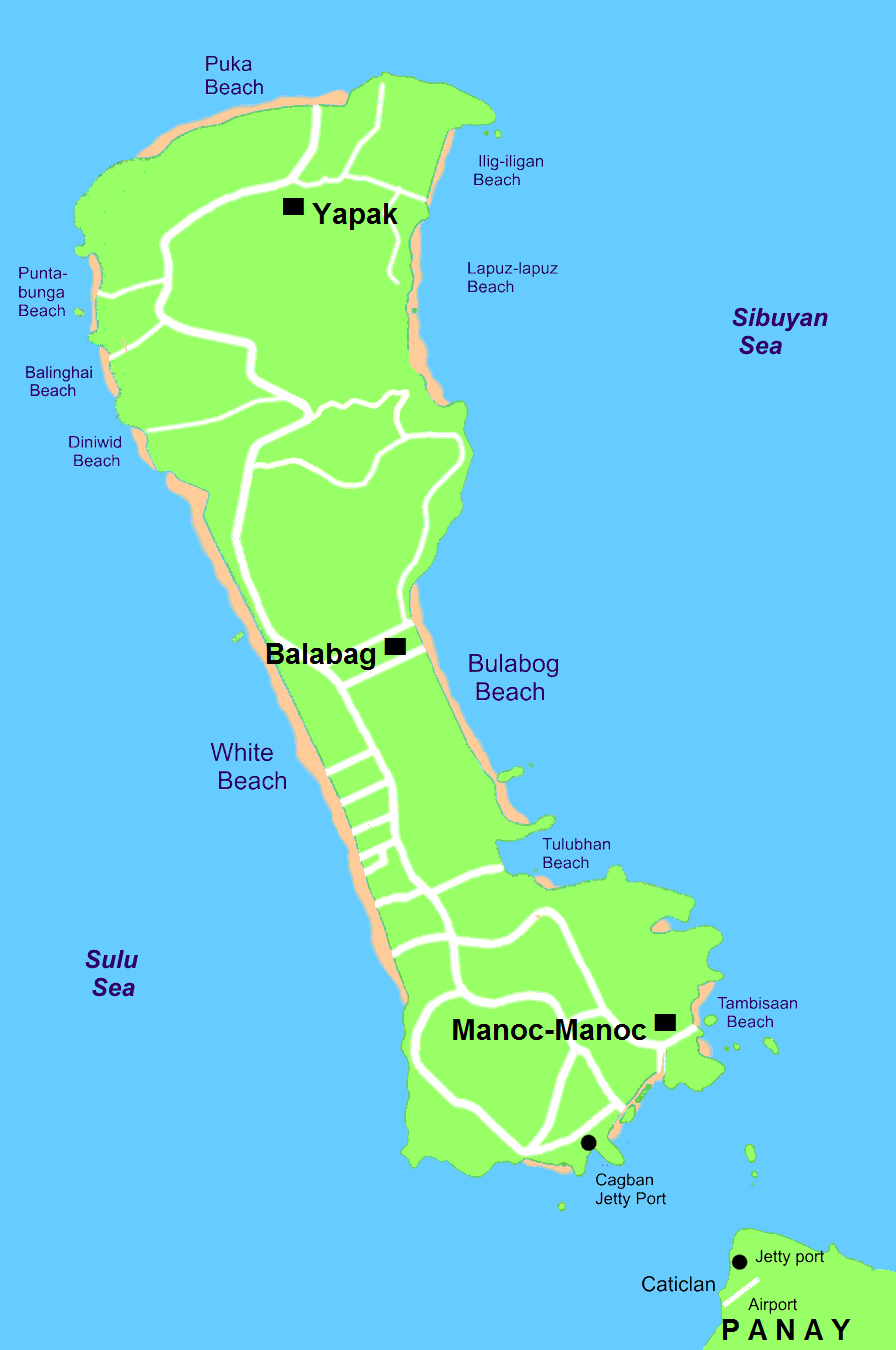
ボラカイ島の地図。下の端にパナイ本島がある

ボラカイ島には空港が無いため、どの交通機関を使うにしてもまずは南に隣接するパナイ島の北端にあるカティクランの町まで行かなければならない。カティクラン港からボラカイ島のビーチまでは、バンカ (Banca) と呼ばれるパンプボート（エンジン付きアウトリガーカヌー）で所要15分。
- 空路

- 航路
  - ミンドロ島南東部にあるロハス（英語版）からカーフェリーでカティクラン港に行くことができる（パナイ島にもロハスがあるので混同しないこと）。いくつかのバス会社が、マニラから海上を通ってカティクラン港に至るバスルートを設定し、販売している。マニラ - （バス） - バタンガス - （カーフェリー） - ミンドロ島カラパン（英語版） - （バス） - ミンドロ島ロハス - （カーフェリー） - パナイ島カティクラン港 というルートを辿る。
  - かつて MBRS lines のカーフェリーがマニラの北港 (North Harbour) とカティクラン港を結んでいた。週3往復の運航で、所要13 - 15時間。

## 島の観光

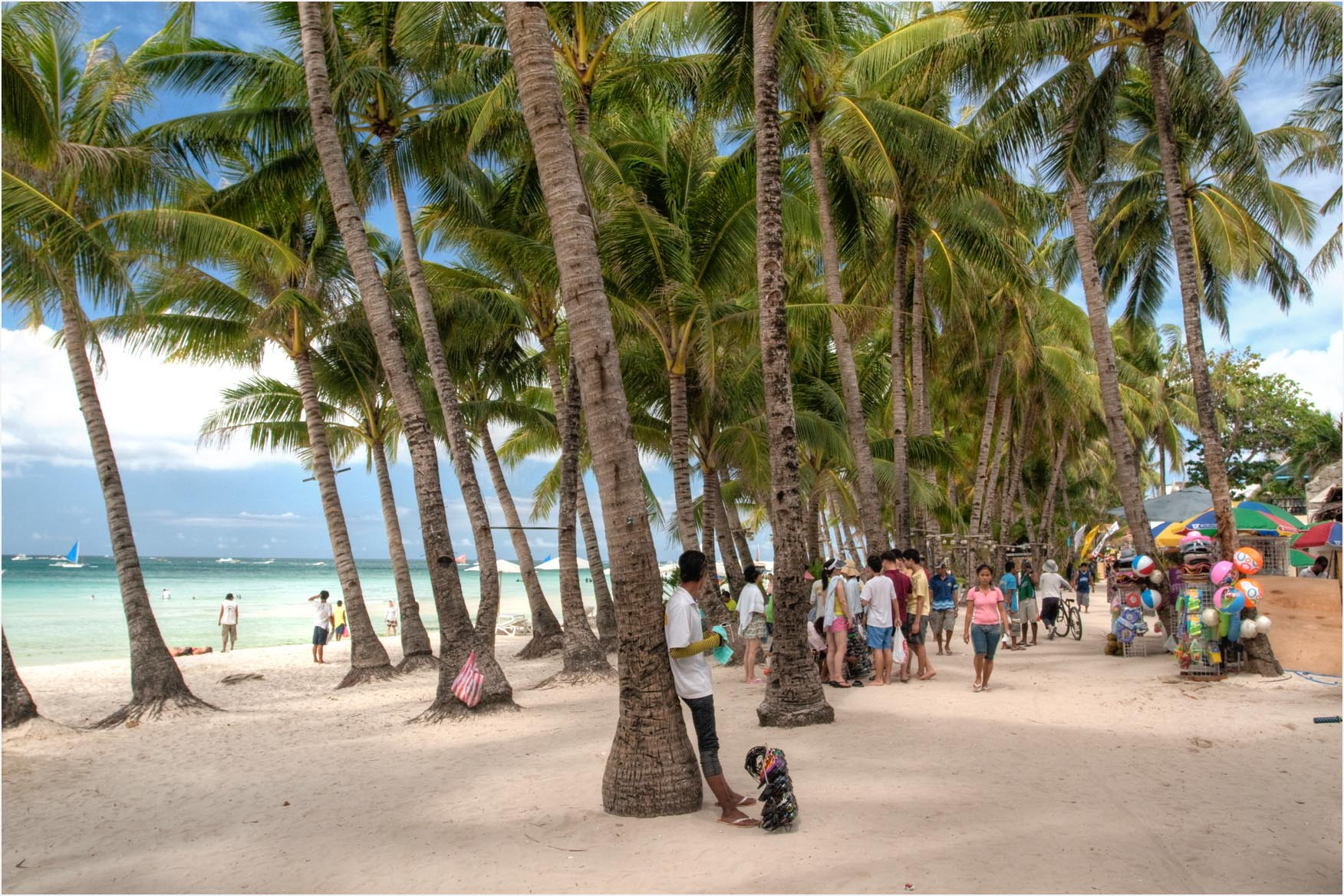
ボラカイ島のホワイトビーチ

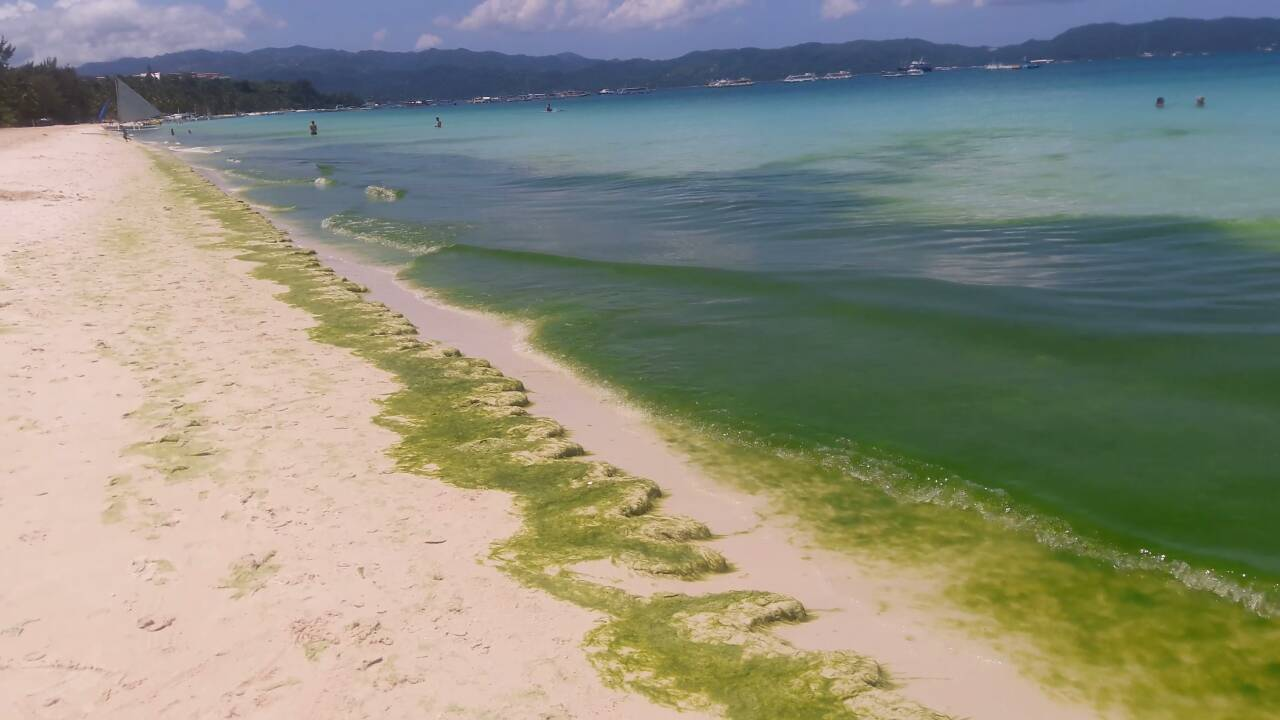
下水の海への流入により藻類ブルームが発生し、ボラカイ島の浜辺に打ち寄せている（ボラカイ島閉鎖前日の2018年4月25日の状況）。島の閉鎖期間中、浜辺の清掃などが行われたが、島周辺の観光業者には経済的な打撃となった

島内では、公共交通はエンジン付きのペディキャブ（自転車タクシー）となる。平地では1人1回7ペソほどである。島内観光用には運転手付きトライシクル（三輪自転車による三輪タクシー）を借り切って回るのが良く、トライシクル協会のオフィスに行くかトライシクルの運転手と直接価格交渉をすることになる。これで砂浜めぐりや買い物のほか、島とパナイ島、ロンブロン諸島などシブヤン海を一望するロホ山や鍾乳洞などが名所である。ほかにはレンタサイクルやレンタバイクもあるが、ホワイトビーチ沿いの道や各ビーチへの道をバイクで走ることは地元の条例で禁止されている。
島の周りの海を一周するには、パラウ (Paraw) という両サイドにアウトリガーのついた胴体の狭い帆船がある。乗客は、アウトリガーと胴体の間の腕木の上に張り渡された床の上に坐ることもある。風を受けるときわめて速いが、かなり扱いにくい船であり操縦が複雑である。濡れるのが嫌でなければ、パラウでの島一周はいい体験になる。また、毎年パラウの速さを競う大会も開催されている。
観光で活況を浴びている一方、観光災害も起きている。ホテルや飲食店からの未処理の下水の海への流入が深刻な問題と化したため、フィリピン政府は観光客の入域を2018年4月26日から6か月禁止すると発表し、違反業者には是正勧告を行っている。